# Nordfjord
Der Nordfjord ist ein 116 km langer Fjord im Norden der norwegischen Provinz (Fylke) Vestland, etwa 10 km südlich des 62. Breitengrades und der neuntlängste Fjord Norwegens. An seiner tiefsten Stelle in Ervika bei Kjølsdalen ist er bis zu 585 m tief.

## Landschaft
Auf der Nordseite des Nordfjords hat die Landschaft Mittelgebirgscharakter mit Höhen um 1.000 m teilweise bis 1.400 m. Auf seiner Südseite sind viele der etwa 1.500 m hohen Gipfel vergletschert. Östlich und südöstlich seines Binnenendes erhebt sich Jotunheimen, Norwegens höchstes Gebirgsmassiv mit dem Jostedalsbreen. Wenige Kilometer nördlich der Nordfjords liegt das Hornindalsvatnet, der tiefste Binnensee Europas.

## Der Fjord

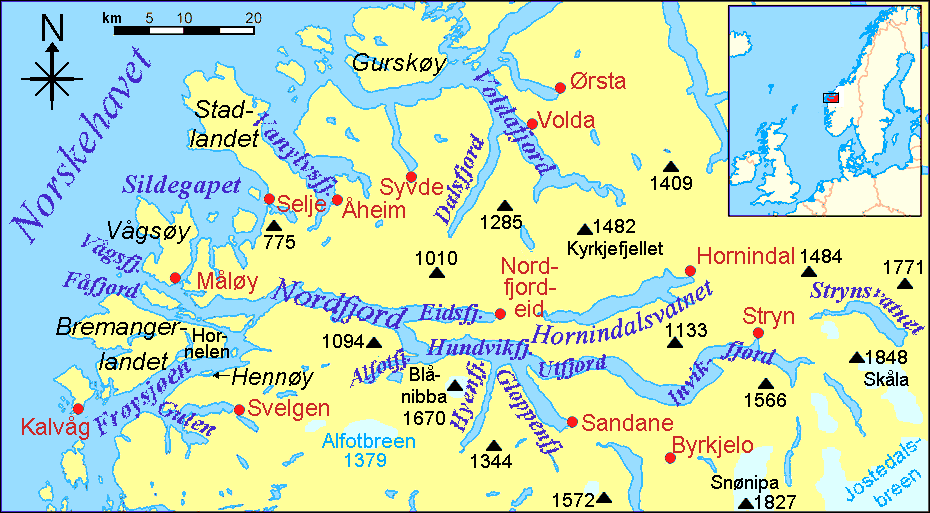
Der Nordfjord und seine Umgebung

Der Nordfjord erstreckt sich in ostsüdöstlicher Richtung und ist weniger verzweigt als beispielsweise der Sognefjord. Allerdings haben einige Abschnitte des Fjordes eigene Namen, zumeist nach größeren Ortschaften oder Buchten benannt. Abschnitte des Fjordes sind der Isefjord, Hundvikfjord, Innvikfjord und Faleidsfjord. Im mittleren Teil zweigen zudem vier Fjordarme ab, der Eidsfjord auf der Nordseite des Fjords und der Ålfotfjorden, Hyefjord und Gloppenfjord auf seiner Südseite.
Die Mündung ins offene Meer ist durch das Bremangerlandet und mehrere kleinere Inseln in mehrere Fjordarme zerteilt. Der Vågsfjord und der Fåfjord, nördlich und südlich der Insel Husevågøy, und der Ulvesund, der vom Vågsfjord zwischen der Insel Vågsøy und dem Festland nach Nordosten in die Bucht Sildegap führt, sind die drei nördlichen Zugänge zum Nordfjord. Von Süden führt der Frøysjøen am Bremangerlandet vorbei und trifft an der Klippe Hornelen, mit 860 Metern die höchste Meeresklippe Europas, auf den Fåfjord.

### Verkehr
Es gibt weder Eisenbahn- noch Straßenbrücken über den Fjord. Jedoch existieren mehrere regelmäßige Fährverbindungen.

## Orte
Bedeutendste heutige Orte am Nordfjord sind Stryn am Innvikfjord, Nordfjordeid am Eidsfjord (Eid bedeutet Landbrücke und den Namen Eidsfjord gibt es mehrmals), Måløy auf der Insel Vågsøy auf der Nordseite der Mündung und Sandane am Gloppenfjord.

## Distrikt Nordfjord

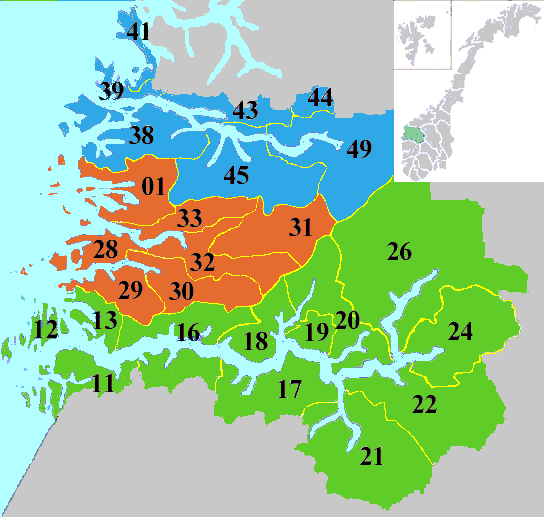
Sogn og Fjordane mit Distrikten, Nordfjord in Blau

Nordfjord ist auch der Name eines der drei Distrikte der ehemaligen Provinz Sogn og Fjordane, der auf eine gleichnamige alte Vogtei zurückgeht. Dieser umfasste die Gemeinden Selje, Vågsøy, Bremanger, Eid, Gloppen, Hornindal und Stryn. Er hatte eine Fläche von 4.295 km² und ungefähr 32.965 Einwohner.

## Bildergalerie

Panorama des Nordfjords vom Berg Hoven aus. Links im Bild ist der See Lovatnet zu sehen
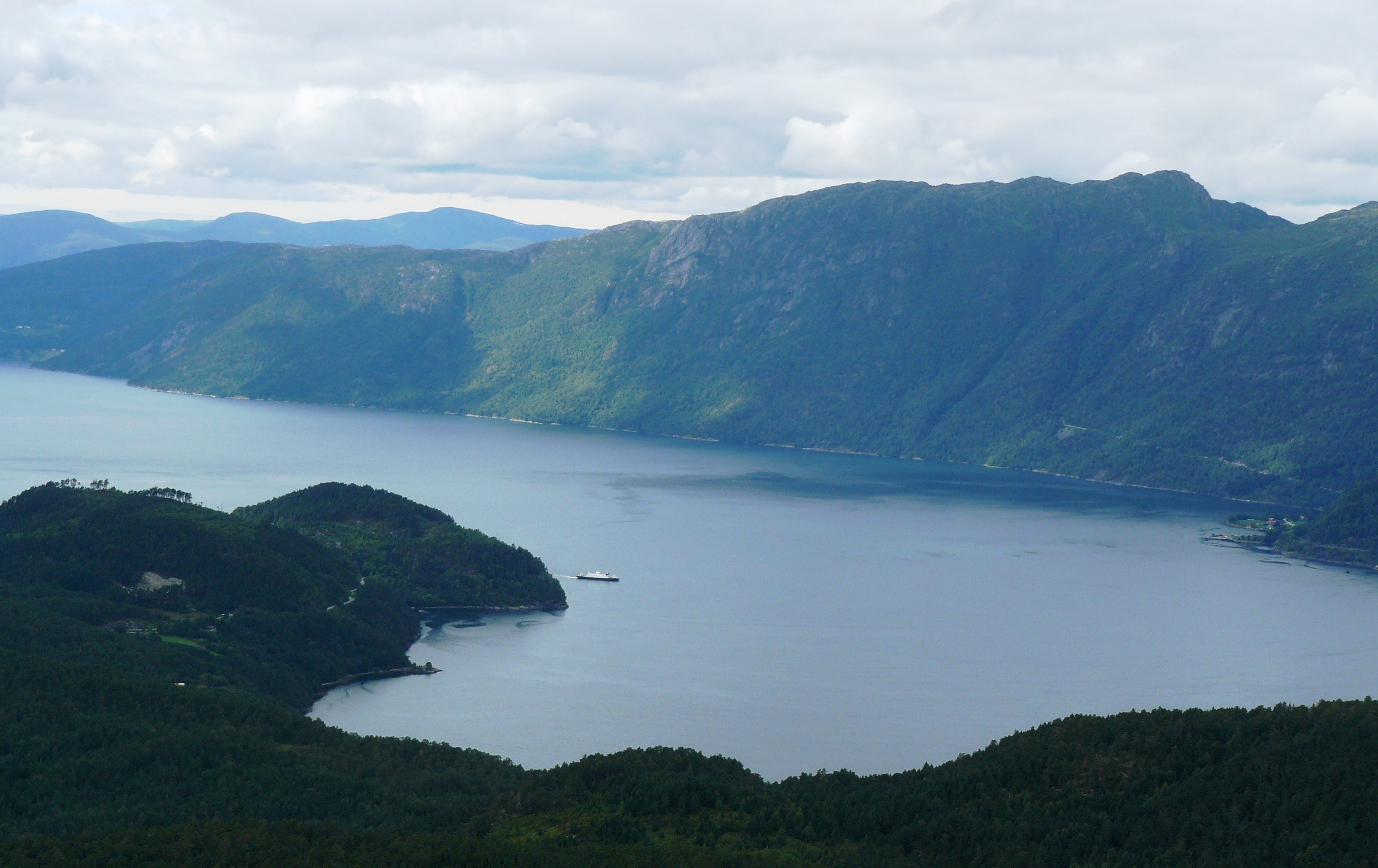
Nordfjord, mittlerer Teil bei Anda und Lote